# Mario West
Mario Merceé West (19 de Junho de 1984, Huntsville, Alabama —), conhecido simplesmente como Mario West, é um jogador profissional de basquetebol de nacionalidade norte-americana que atualmente defende o Meralco Bolts da Philippine Basketball Association.